# Aradia, o il Vangelo delle Streghe
Aradia, o il Vangelo delle Streghe è un libro scritto nel 1899 da Charles Godfrey Leland. Il libro è un tentativo di descrivere le credenze e i rituali di una oscura tradizione religiosa stregonesca toscana che, afferma Leland, era sopravvissuta per secoli fino alla scoperta della sua esistenza nel decennio del 1890. Vari studiosi hanno contestato la veridicità di tale affermazione. In ogni caso il libro è diventato uno dei testi da cui almeno in parte hanno tratto ispirazione i movimenti neopagani della Wicca e della Stregheria.
Il testo ha una struttura mista. Parte di esso si propone come la traduzione inglese, per mano dell'autore, di un manoscritto originale italiano, il cosiddetto Vangelo. Leland riferisce di averlo ricevuto dalla sua principale fonte di informazioni sulle tradizioni della stregoneria italiana, una donna che lo scrittore chiama Maddalena. Il resto del materiale è il frutto delle ricerche di Leland sul folklore e sulle tradizioni italiane, tra cui altre informazioni fornite da Maddalena. Leland venne a conoscenza dell'esistenza del Vangelo nel 1886 ma Maddalena impiegò undici anni per procurargliene una copia. Dopo aver tradotto e sistemato il materiale occorsero altri due anni per la sua pubblicazione. I quindici capitoli descrivono le origini, le credenze, i rituali e gli incantesimi tradizionali della stregoneria pagana italiana. La figura centrale di quella religione è la Dea Aradia, venuta sulla terra per insegnare la pratica della stregoneria ai contadini perché si opponessero ai signori feudali e alla Chiesa Cattolica Romana.
L'opera di Leland restò poco conosciuta fino agli anni cinquanta, quando iniziarono a essere discusse anche varie altre teorie sulla sopravvivenza di rituali pagani. Aradia iniziò a essere valutato nel più ampio contesto di tali teorie e affermazioni. Gli studiosi sono divisi; alcuni valutano false le affermazioni di Leland sulle origini del manoscritto, mentre altri ne sostengono l'autenticità e lo considerano una documentazione unica sulle credenze popolari. Oltre ad aver attirato l'attenzione degli studiosi, Aradia iniziò a occupare un ruolo importante nella tradizione della Wicca gardneriana e dei suoi rami collaterali, sia perché fu usata come mezzo di prova della sopravvivenza in Europa della tradizione pagana, sia perché alcuni passaggi del primo capitolo del libro furono impiegati come ispirazione per scrivere alcuni testi di quella religione. A seguito del rinnovato interesse nei confronti del testo, questo è diventato di facile reperibilità grazie a numerose ristampe presso vari editori.

## Le origini e le pubblicazioni

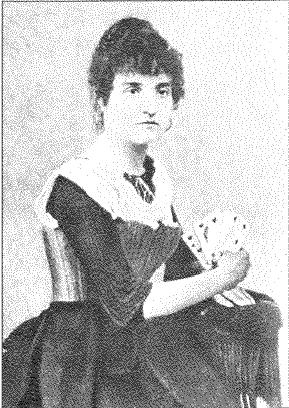
Maddalena ritratta come una giovane maga e chiromante.

Charles Godfrey Leland era uno scrittore e studioso del folklore statunitense e trascorse vari anni a Firenze compiendo studi e ricerche sul folklore italiano. Aradia è uno dei frutti di tali ricerche. Anche se il nome a cui generalmente ci si riferisce quando si parla di Aradia è quello di Leland, il manoscritto che ne costituisce il corpo centrale viene attribuito alle ricerche di una donna italiana che Leland e la sua biografa, la nipote Elizabeth Robins Pennell, chiamano Maddalena. Secondo lo studioso del folklore Roma Lister, contemporaneo e amico di Leland, il vero nome di Maddalena era Margherita Taleni o Zaleni, e si trattava di una "strega" fiorentina che sosteneva di essere di discendenza etrusca e di conoscere gli antichi rituali.
Maddalena, nella corrispondenza con Leland, si firmava "Maddalena Talenti".
Leland dice di aver incontrato Maddalena nel 1886 e che per diversi anni essa divenne la sua principale fonte per quanto riguardava il folklore italiano. La descrive come un'appartenente a una tradizione magica che stava per scomparire; scrive che "grazie alla sua lunga pratica... aveva capito perfettamente quello che volevo e come riuscire a carpirlo da quelle come lei." Ricevette dalla donna diverse centinaia di pagine di materiale, che incluse nei suoi libri Etruscan Roman Remains in Popular Tradition, Legends of Florence Collected From the People e infine Aradia. Leland scrisse che aveva "capito che esisteva un manoscritto che fissava i principi della dottrina della stregoneria italiana" nel 1886 e aveva pregato Maddalena di trovarlo. Undici anni dopo, il 1º gennaio 1897, Leland ricevette una copia del Vangelo per posta. Il testo era scritto a mano da Maddalena e si convinse di essere entrato in possesso di un documento autentico dell'"Antica religione" delle streghe, spiegando però di non sapere se provenisse da fonti orali o scritte. La corrispondenza tra Maddalena e lo scrittore rivela che ella intendeva sposarsi ed emigrare negli Stati Uniti e che il Vangelo fu l'ultima cosa che Leland ricevette da lei.
La traduzione e rielaborazione di Leland fu completata all'inizio del 1897 e presentata a David Nutt per la pubblicazione. Trascorsero due anni, alla fine dei quali Leland scrisse a Nutt chiedendo la restituzione del manoscritto per poterlo presentare a un'altra casa editrice. La richiesta spinse Nutt ad accettare di pubblicare il libro, che uscì nel luglio 1899 con una piccola tiratura. Lo scrittore seguace della Wicca Raymond Buckland sostiene di essere stato il primo a ristampare il libro nel 1968 con la sua casa editrice "Buckland Museum of Witchcraft press", ma in realtà una ristampa britannica era stata fatta all'inizio degli anni sessanta dai due "Wiccens" Charles Cardell ("Rex Nemorensis") e Mary Cardell. Da allora il testo è stato ripetutamente dato alle stampe da diversi editori.
Solo a cavallo degli anni ottanta/novanta del Novecento il libro venne tradotto dall'inglese in italiano in copie ciclostilate, circolanti tra gli appassionati, per infine venire pubblicato per la prima volta anche nel nostro paese.

## Contenuto
Leland scrive che, dopo undici anni di ricerche, non fu sorpreso dai contenuti del Vangelo. Era abbastanza precisamente quanto si aspettava, eccetto il fatto che non pensava includesse dei passaggi in "prosa-poesia". Nell'appendice Leland commenta "Credo anche che in questo Vangelo delle streghe ci sia un credibile abbozzo perlomeno della dottrina e dei riti osservati durante i sabba. Adoravano divinità proibite e praticavano riti vietati, ispirati tanto a una forma di ribellione contro la società quanto alle loro passioni personali".
Il risultato finale del lavoro di Leland fu un volume di piccole dimensioni. Organizzò il materiale in quindici capitoli, aggiungendo una breve prefazione e un'appendice finale. La versione pubblicata include anche delle note e, in vari passi, anche il testo italiano originale che aveva tradotto. La maggior parte del testo di Aradia si compone di incantesimi, benedizioni e formule rituali, ma comprende anche racconti e miti che suggeriscono vi sia un'influenza sia dell'antica mitologia romana che del cattolicesimo. Tra i protagonisti dei miti vi sono Diana, una divinità solare chiamata Lucifero, il Caino della Bibbia, una divinità lunare e la figura messianica di Aradia. La stregoneria del "Vangelo delle streghe" è sia un formulario per lanciare incantesimi che il testo di una sorta di "contro-religione" anti-gerarchica in opposizione alla Chiesa Cattolica.

### Tematiche

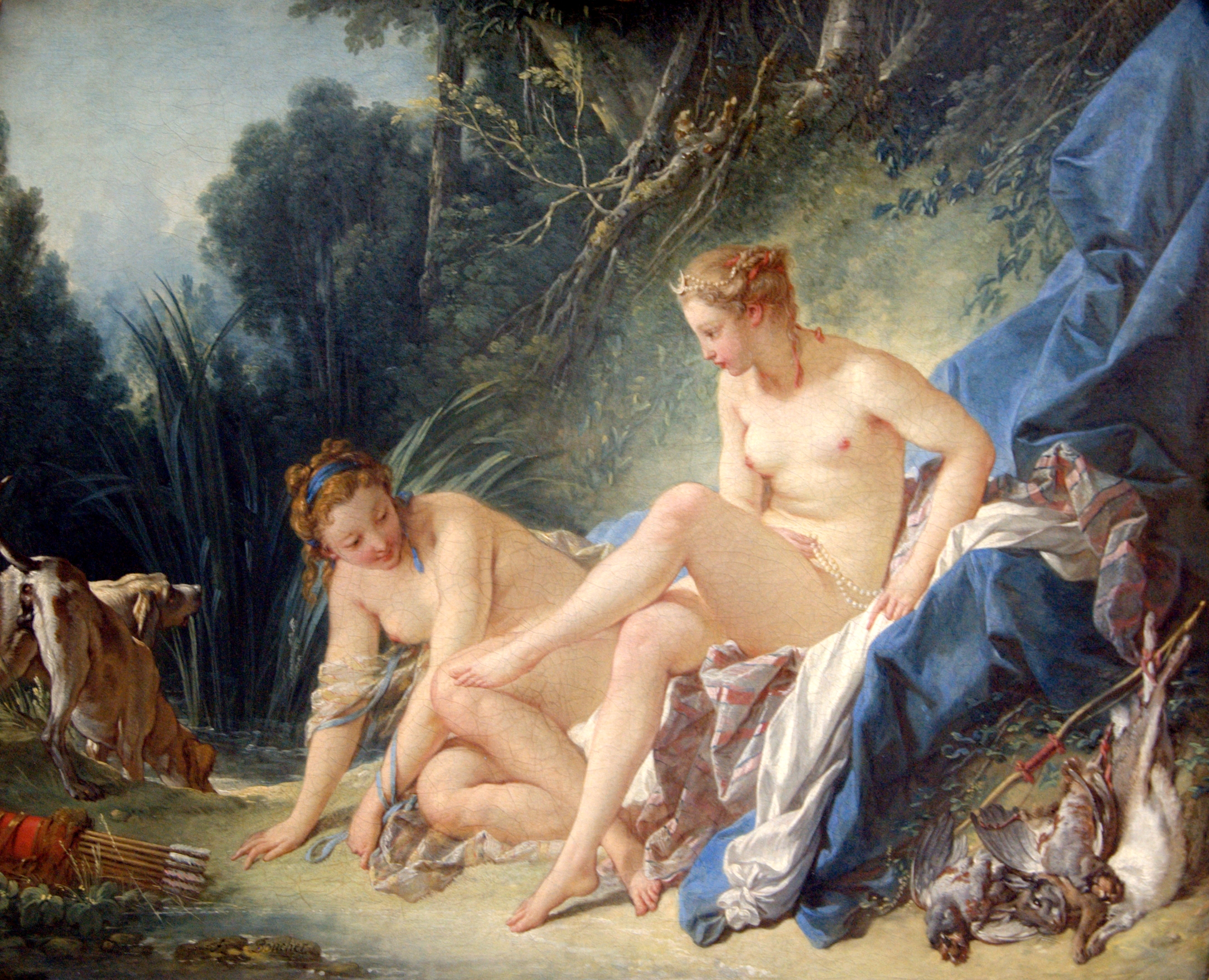
Diana esce dal bagno di François Boucher. La dea porta una corona con un quarto di luna crescente.

Interi capitoli di Aradia sono dedicati a rituali e formule magiche. Tra questi incantesimi per ottenere l'amore (Capitolo VI), una scongiurazione da recitare quando si trova una pietra bucata o una pietra rotonda per trasformarla in un amuleto per ottenere il favore di Diana (Capitolo IV), e il modo per consacrare farina e altri alimenti per una festa rituale in onore di Diana, Aradia e Caino (Capitolo II). La parte narrativa occupa la minoranza del testo e si compone di brevi racconti e leggende sulla nascita della religione delle streghe e sulle gesta dei loro dei. Leland riassume questi miti nell'appendice, scrivendo "Diana è la Regina delle Streghe; è associata a Erodiade (Aradia) nelle sue relazioni con la stregoneria; generò un figlio da suo fratello il Sole (Lucifero); come divinità lunare è in qualche modo associata a Caino, che è prigioniero sulla luna. Le streghe di un tempo erano persone oppresse dal regime feudale che tentavano di vendicarsi in ogni modo e che facevano orge in onore di Diana che la Chiesa definiva come l'eredità di Satana". Diana non è l'unica dea delle streghe ma nel capitolo III è presentata come una divinità creatrice che si divide tra luce e oscurità. Dopo aver generato Lucifero, Diana lo seduce assumendo la forma di un gatto, e finendo poi per generare Aradia, la loro figlia. Diana dimostra la potenza delle sue arti magiche creando "i cieli, le stelle e la pioggia" e diventando la "Regina delle Streghe".
Il capitolo I presenta le prime streghe come schiave che sono sfuggite ai propri padroni che iniziano delle nuove vite come "ladre e persone malvagie". Diana manda loro sua figlia Aradia per insegnare a queste ex schiave la stregoneria, della quale possono usare la potenza per "distruggere la malvagia stirpe degli oppressori". Le allieve di Aradia diventano così le prime streghe e perpetueranno quindi l'eredità di Diana. Leland fu colpito da questa cosmogonia: "in tutte le altre Scritture di tutti i popoli è l'uomo... a creare l'universo; Nella società delle streghe è la femmina a rappresentare il principio fondamentale".
In un passo controverso, tra gli avversari di Aradia vengono denigrati Ebrei, zingari, nobili ed ecclesiastici:
per distruggere la gente cattiva / e la distruggerò. // "Voi altri poveri soffrite anche la fame, / e lavorate male e molto / soffrite anche la prigione; / ma però avete un'anima / un'anima più buona / e nell'altro mondo voi starete bene; / gli altri male".»
(C. Leland, Aradia o il Vangelo delle Streghe)

### La struttura
Aradia è composto di quindici capitoli, i primi dieci dei quali sono presentati come la traduzione di Leland del Vangelo manoscritto datogli da Maddalena. La sezione, composta principalmente da incantesimi e rituali, è anche la fonte della maggior parte dei miti e dei racconti contenuti nel testo. Alla fine del capitolo I c'è il passo in cui Aradia istruisce le sue seguaci su come praticare la stregoneria.
I primi dieci capitoli non sono solo la diretta traduzione del Vangelo; Leland fornisce anche i suoi commenti e annotazioni su alcuni passaggi, mentre il capitolo VII è composto da altro materiale relativo al folklore italiano raccolto da Leland. Il medievalista Robert Mathiesen sostiene polemicamente che in realtà il manoscritto costituisca una parte minore dell'Aradia, dicendo che solo i capitoli I, II e la prima metà del IV corrispondano alla descrizione del manoscritto fatta da Leland, e suggerendo che il resto del materiale provenga da testi diversi raccolti da Leland tramite Maddalena.
I rimanenti cinque capitoli contengono in tutta evidenza altro materiale che Leland credeva avesse una certa attinenza con il Vangelo, acquisito durante la sua ricerca sulla stregoneria italiana, in particolare mentre stava lavorando a Etruscan Roman Remains e Legends of Florence. I temi affrontati in questi capitoli aggiuntivi si differenziano sotto vari profili dai primi dieci, e Leland li include in parte per "confermare il fatto che l'eredità di Diana coesistette per un lungo periodo con la Cristianità".
Il capitolo XV, ad esempio, presenta un incantesimo per evocare Laverna per mezzo dell'utilizzo di un mazzo di carte da gioco. Leland motiva la sua inclusione notando che Diana, come è ritratta nell'Aradia, viene adorata dai fuorilegge e Laverna era le dea romana dei ladri.
In diversi punti Leland lascia il testo italiano che stava traducendo. Secondo Mario Pazzaglini, autore della traduzione del 1999, il testo italiano presenta lettere o parole mancanti ed errori grammaticali ed è scritto in italiano standard invece che nel dialetto locale che sarebbe lecito aspettarsi. Pazzaglini conclude che l'Aradia rappresenta del materiale tradotto in italiano dal dialetto e quindi nuovamente tradotto in inglese, creando così un'accumulazione di testi, alcuni dei quali riportati in modo errato. Leland stesso definì il testo "una raccolta di cerimoniali, incantesimi e testi tradizionali", descrivendo il proprio lavoro come un tentativo di raccogliere materiale "di curiosi e interessanti resti della tradizione orale latina ed etrusca" che temeva sarebbero andati perduti. Non esiste alcuna continuità o coesione narrativa neppure nelle parti che Leland attribuisce al Vangelo. Tale mancanza di coesione, questa "inconsistenza" secondo lo studioso delle religioni Chas S. Clifton è un argomento a sostegno dell'autenticità del testo, dal momento che non mostra di essere stato in alcun modo "aggiustato... per i futuri acquirenti del libro".

## Controversie sul testo

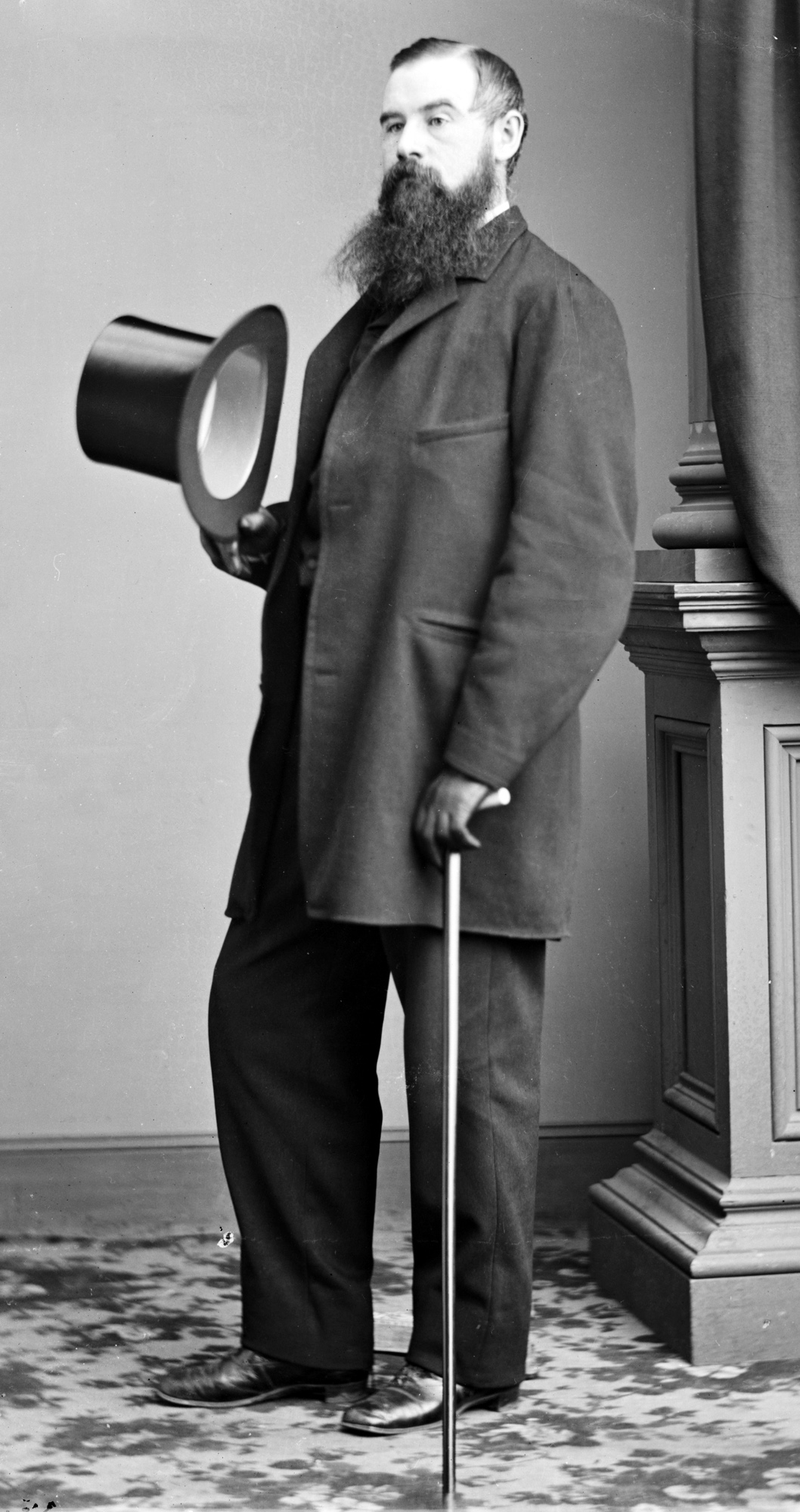
Charles Godfrey Leland fu giornalista e autore di commedie e libri di folklore e linguistica. Aradia è il suo lavoro più discusso.

Lo scritto di Leland afferma senza alcun dubbio che "Le streghe costituiscono tuttora una frammentata società segreta o setta, che definiscono i seguaci dell'Antica Religione, e che in Romagna ci sono interi paesi in cui tutti gli abitanti sono pagani". Partendo da tale convinzione Leland ipotizzò che "L'esistenza di una religione presuppone la presenza di una Scrittura, e in questo caso si potrebbe ammettere, quasi senza doverlo neppure verificare, che il Vangelo delle Streghe è un'opera davvero antica... con ogni probabilità la traduzione di un qualche testo di epoca latina più o meno tarda."
Le affermazioni di Leland sulla genuinità del manoscritto, o addirittura il fatto stesso che lo abbia effettivamente ricevuto, sono state poste in discussione. Dopo la pubblicazione avvenuta nel 1921 di The Witch-cult in Western Europe di Margaret Murray, che ipotizzava che la caccia alle streghe fosse in realtà stata una persecuzione diretta contro una forma sopravvissuta di religione pagana, nel 1929 il libro della statunitense Theda Kenyon Witches Still Live mise in connessione le tesi della Murray con la religione delle streghe di Aradia. Le argomentazioni portate contro la Murray finirono per comprendere anche argomentazioni che si dirigevano contro Leland. lo studioso della stregoneria Jeffrey Burton Russell dedicò parte del suo libro, pubblicato nel 1980, A History of Witchcraft: Sorcerers, Heretics and Pagans alla confutazione di quanto scritto in Aradia, delle tesi della Murray e de La Sorcière di Jules Michelet (1862), altro testo che teorizzava che la stregoneria fosse in realtà una religione sommersa. A Razor for a Goat dello storico Elliot Rose liquidò Aradia come una raccolta di incantesimi che tentavano senza riuscirci di descrivere una religione. Nel suo Triumph of the Moon lo storico Ronald Hutton riassume la disputa sostenendo che potrebbe avere tre possibili soluzioni:
1. Il manoscritto del vangelo è il testo autentico di una religione mai fino ad allora scoperta altrimenti.
2. Maddalena scrisse il testo, con o senza l'aiuto di Leland, prendendo spunto dalla propria esperienza e conoscenza del folklore e della stregoneria.
3. Il documento è stato interamente scritto da Leland.

Hutton è scettico, non solo riguardo all'esistenza della religione che Aradia sostiene di descrivere, ma anche sull'esistenza di Maddalena, e suggerisce che è più probabile che Leland abbia scritto tutta la storia da solo piuttosto che si sia fatto gabbare così facilmente da una fattucchiera italiana.
Clifton si distacca dalla posizione di Hutton, scrivendo che equivale a un'accusa di "grave truffa letteraria" portata con un argumentum ad ignorantiam perché una delle principali obiezioni di Hutton è che Aradia è diverso da qualsiasi altro testo finora ritrovato della letteratura medievale.
Anche Mathiesen rifiuta la terza ipotesi, sostenendo che mentre i brani del libro scritti in inglese erano stati profondamente revisionati durante il processo di scrittura, le parti in italiano, al contrario, quasi non erano state toccate, tranne piccoli ritocchi "esattamente del tipo che avrebbe fatto un correttore di bozze confrontando la propria copia con l'originale". Quest'osservazione porta Mathisen a concludere che Leland stava lavorando su un ancora esistente originale italiano che descrive come "autentico ma non rappresentativo" di una tradizione popolare più vasta. L'antropologa Sabina Magliocco prende in considerazione la prima opzione, ovvero che il manoscritto di Leland descriva una tradizione popolare che fa riferimento a Diana e al culto di Erodiade nel suo articolo Who Was Aradia? The History and Development of a Legend. La Magliocco scrive che Aradia "potrebbe rappresentare la versione del XIX secolo della leggenda dei culti di Erodiade, che incorpora materiali di epoca più tarda, influenzati dal satanismo medievale: la presenza di "Lucifero", il diavolo cristiano, la pratica della magia, le danze eseguite nudi sotto la luna piena".

## L'influenza sulla Wicca e sulla Stregheria
La Magliocco definisce Aradia "il primo vero testo della rinascita della stregoneria nel XX secolo" e il libro è in effetti ripetutamente citato come estremamente importante per lo sviluppo del culto Wicca.
Il testo apparentemente conforta la tesi di Margaret Murray che la stregoneria della prima epoca moderna e del Rinascimento rappresenti le usanze sopravvissute di antiche credenze pagane; dopo la pretesa di Gerald Gardner di aver incontrato seguaci della religione delle streghe nell'Inghilterra del XX secolo le opere di Michelet, della Murray e di Leland furono d'aiuto per sostenere perlomeno la possibilità che un simile culto possa essere davvero sopravvissuto.
L'Incarico della Dea, un'importante forma di liturgia usata nei rituali della Wicca, è ispirata al discorso di Aradia presente nel primo capitolo del libro. Parti del discorso comparvero in una delle prime versioni del rituale della Wicca gardneriana. Secondo Doreen Valiente, una delle sacerdotesse del culto gardneriano, Gardner rimase sorpreso del fatto che la Valiente stessa si fosse accorta che il materiale proveniva dal libro di Leland. La Valiente quindi decise di riscrivere il passaggio sia in prosa che in versi, mantenendo comunque la metrica tradizionale di Aradia. Alcune tradizioni Wicca si servono del nome "Aradia", o Diana, per riferirsi alla dea o alla Regina delle Streghe, e Hutton scrive che i primi rituali gardneriani usavano il nome "Airdia", una deformazione di Aradia. Hutton inoltre suggerisce che la ragione per cui la Wicca comprende pratiche di nudità rituale sia uno dei versi presenti in Aradia:
"Sarete liberi della schiavitù!

E così diverrete tutti liberi!

Però uomini e donne

Sarete tutti nudi, per fino.

Che non sarà morto l'ultimo

Degli oppressori e morto..."
Accettando Aradia come l'origine di tale pratica, Robert Chartowich mette in evidenza la traduzione del 1998 di Pazzaglini, argomentando che la nudità rituale nella Wicca derivi dalla cattiva traduzione di queste righe da parte di Leland, che aveva aggiunto la formula "In your rites" (It. Nei vostri riti) in realtà assente.
Esistono peraltro accenni di epoca precedente alla nudità rituale tra le streghe italiane. La storica Ruth Martin afferma che era pratica comune restare "nude con i capelli sciolti sulle spalle" mentre recitavano gli incantesimi. Jeffrey Burton Russell osserva che "Una donna chiamata Marta venne torturata a Firenze verso il 1375; era accusata di aver disposto delle candele intorno a un piatto, di essersi tolta i vestiti e di essere rimasta nuda di fronte al piatto facendo dei gesti magici". Lo storico Franco Mormando così parla di una strega italiana:"Ed ecco che durante le prime ore della notte, questa donna apre la porta che dà sull'orto, esce completamente nuda con i capelli sciolti e inizia a fare gesti magici e recitare incantesimi..."
Aradia non è stata accolto dalla comunità neopagana solo in termini positivi. Clifton sostiene che testi moderni che pretendono di svelare la tradizione stregonesca pagana italiana, ad esempio quelli di Leo Martello e Raven Grimassi, devono essere messi in contrapposizione e confrontati con quanto c'è scritto in Aradia. Inoltre afferma che il cattivo rapporto con Aradia possa essere dovuto a una certa "insicurezza" tra i neopagani riguardo alla pretesa del movimento di interpretare un'autentica religione riemersa dal passato.
La Valiente dà un'altra spiegazione per la reazione negativa di alcuni neopagani nei confronti del testo, ovvero che l'identificazione di Lucifero come Dio delle Streghe presente in Aradia sia una cosa troppo "difficile da digerire" per seguaci della Wicca abituati al paganesimo romantico e moderato di Gardner, e molto determinati a negare qualsiasi relazione tra la stregoneria e il satanismo.
Clifton scrive che Aradia influenzò soprattutto i capi del movimento wiccan degli anni cinquanta e sessanta, ma che al giorno d'oggi il libro non compare più nella lista delle letture consigliate dagli adepti ai neofiti, né viene particolarmente citato nelle opere neopagane di più recente realizzazione. La nuova traduzione inglese del libro del 1988 ha un'introduzione scritta dallo scrittore wiccano Stewart Farrar, che sostiene l'importanza di Aradia scrivendo che "L'abile ricerca di Leland su una tradizione morente ha dato un importante contributo a una che vive ed è in crescita."

## Edizioni
- (EN) Charles Godfrey Leland, Aradia, or the Gospel of the Witches, David Nutt, 1899.
- (IT)  Charles Godfrey Leland, "Aradia. Il Vangelo delle Streghe." A cura di Franco Spinardi, All'Insegna di Ishtar, 1994.
- (IT)  Charles Godfrey Leland, Il Segreto della Magia di Aradia e il Vangelo delle Streghe, Edizioni Rebis, Viareggio, 1994.
- Charles Godfrey Leland, Aradia o il Vangelo delle Streghe, a cura di Pier Luca Pierini R., Ed. Rebis, Viareggio, 2004.
- Charles Godfrey Leland, Aradia. Il vangelo delle streghe, a cura di L. Mengoni, Firenze, Leo S. Olschki, 1999, ISBN 978-88-222-4796-4.